# Alfred Bester
Alfred Bester (ur. 18 grudnia 1913 w Nowym Jorku, zm. 30 września 1987 w Doylestown) – amerykański pisarz fantastycznonaukowy.

## Biografia
Był pierwszym pisarzem, który w 1953 roku zdobył Nagrodę Hugo za powieść Człowiek do przeróbki (The Demolished Man). Innym utworem, który przyniósł mu sławę, były Gwiazdy moim przeznaczeniem (Tiger! Tiger! lub The Stars My Destination). 
Na jego cześć jedna z postaci telewizyjnego serialu sf Babilon 5 nosiła nazwisko Alfred Bester.
Opowiadania Bestera zostały zebrane w tomach Starburst (1958) i The Dark Side of the Earth (1964) oraz innych w latach 70. XX wieku.

## Prace

### Powieści
- Człowiek do przeróbki (The Demolished Man, 1951), wyd. polskie 1994 w tłumaczeniu Andrzeja Sawickiego, Wydawnictwo Amber[2]
- Who He? [inny tytuł The Rat Race] (1953)
- Gwiazdy moim przeznaczeniem [inny tytuł Gwiazdy moje przeznaczenie] (The Stars My Destination [inny tytuł Tiger, Tiger] 1956), wyd. polskie 1983 w tłumaczeniu Jacka Manickiego („Fantastyka” 1983, nr 8, 9, 10) oraz 1992 w tłumaczeniu Jarosława Gohlinga (wydanie książkowe, CIA-Books Svaro)[3]
- The Computer Connection [inne tytuły Extro, The Indian Giver] (1975)
- Golem 100 (1980)
- The Deceivers (1981)
- Tender Loving Rage (1991)
- Psychoshop (1998) z Rogerem Zelaznym[1]

### Zbiory opowiadań
- Starburst (1958)
- The Dark Side of the Earth (1964)
- Star Light, Star Bright (1976)
- The Light Fantastic (1976)
- Starlight: The Great Short Fiction of Alfred Bester (1976)
- Virtual Unrealities (1997)
- Redemolished (2000)

### Opowiadania
- The Broken Axiom (1939)
- No Help Wanted (1939)
- Guinea Pig, Ph.D. (1940)
- Voyage to Nowhere (1940)
- The Mad Molecule (1941)
- The Pet Nebula (1941)
- Slaves of the Life-Ray (1941)
- The Probable Man (1941)
- Adam and No Eve (1941)
- The Biped, Reegan (1941)
- Life for Sale (1942)
- The Push of a Finger (1942)
- The Unseen Blushers (1942)
- Hell Is Forever (1942)
- Oddy and Id (1950) inny tytuł: The Devil’s Invention (1950)
- Of Time and Third Avenue (1951) – Czas na 3. Alei „Fantastyka” 1983 nr 2, inny tytuł: Czas i Trzecia Aleja „Problemy” 1974 nr 10[1]
- Hobson's Choice (1952)
- Disappearing Act (1953) – Ostateczne zniknięcie (Kryształowy sześcian Wenus, 1966; Maszyna sukcesu, 2014)[1]
- Disappearing Act (1953) z Richardem Mathesonem
- The Roller Coaster (1953)
- Star Light, Star Bright (1953)
- Time Is the Traitor (1953)
- 5,271,009 (1954) inny tytuł: The Starcomber (1954)
- Fondly Fahrenheit (1954) – Fahrenheit radośnie „Problemy” 1976 nr 3[4]; Kraina fantazji, 1983[5]; Droga do science fiction 3, 1987[1]
- Travel Diary (1958) – Dziennik podróży „SFanzin” 1980 nr 1[1]
- The Die-Hard (1958)
- The Men Who Murdered Mohammed (1958) – Ludzie, którzy zamordowali Mahometa (Kroki w nieznane 2, 1971)[1]
- Will You Wait? (1959) – Czy zechce pan zaczekać? inny tytuł Mr Belzebub jest na konferencji „Phantasma” 1986 nr 2; Król elfów, 1986[1]
- The Black Nebulae (Quintet, Part 1) (1959)
- The Pi Man (1959)
- They Don't Make Life Like They Used To (1963)
- The Flowered Thundermug (1964)
- Out of This World (1964)
- Ms. Found in a Champagne Bottle (1968)
- The Animal Fair (1972)
- Something Up There Likes Me (1973)
- The Four-Hour Fugue (1974) – Czterogodzinna fuga „Kwazar” 1984 nr 3; „Kurier Fantastyczny” 1983 nr 3[1]
- Galatea Galante, The Perfect Popsy (1979)
- MS Found in a Coconut (1979) – Rękopis znaleziony w łupinie orzecha kokosowego „Fenix” 1985 nr 3; „Problemy” 1990 nr 10[1]
- Never Love a Hellhag (1989)
- And 3½ to Go (1997)
- The Devil Without Glasses (1997)
- The Lost Child (2000)
- I'll Never Celebrate New Year’s Again (2000)
- The Demolished Man: the Deleted Prologue (2000)
- Emerging Nation (nieopublikowane)